# Днестровски район
Днестровски район (на украински: Дністровський район) е район на Чернивецка област, Западна Украйна. Центърът на района е село Келменци. Населението на района е 157 800 души (2020). 

## История
На 18 юли 2020 г., като част от административната реформа на Украйна, броят на районите на Чернивецка област е намален на три. Три предишни района – Келменецки, Сокирянски и Хотински, част от предишния Новоселицки, както и град Новоднестровск, който преди това е град с областно значение извън района, са обединени в Днестровски район.

## Подразделения
След реформата от 2020 г. районът се състои от 10 громади.